# Hereclean
Hereclean è un comune della Romania di 3 596 abitanti, ubicato nel distretto di Sălaj, nella regione storica della Transilvania.
Il comune è formato dall'unione di 6 villaggi: Badon, Bocșița, Dioșod, Guruslău, Hereclean, Panic.
Il 3 agosto 1601 si svolse nei pressi di Guruslău una battaglia vinta da Mihai Viteazul contro Zsigmond Báthory, decisiva per la conquista della signoria sulla Transilvania.